# Cenk Uygur
Cenk Uygur, född 21 mars 1970 i Istanbul, Turkiet, är en amerikansk journalist och mediaprofil som setts både på nationell amerikansk tv på MSNBC samt sin egenskapade nyhetskanal The Young Turks. Från och med den 5 december 2011 har Uygur också haft ett program hos Current. Han är även kolumnist och bloggare för The Huffington Post.

## Bakgrund
Uygur föddes i Istanbul men vid åtta års ålder flyttade han till New Jersey, USA. Han uppfostrades i en muslimsk familj men är numera en agnostiker. Han utbildade sig först till jurist vid Columbia Law School, men började senare dyka upp på både radio och tv innan han startade sin egen pratshow The Young Turks. 
Uygur är gift och 2010 fick han sitt första barn, Prometheus Maximus Uygur, och 2012 föddes hans andra barn, Joy Helena Uygur.

## Medverkande

### The Young Turks
2002 skapade han The Young Turks, som via radio gjorde sig populära och startade den 21 december 2005 vad de enligt sig själva sa var den första nätbaserade nyhetskanalen. År 2013 hade han, med 3,5 miljoner prenumeranter, flest prenumeranter på Youtube i kategorin "Nyheter och politik". Kanalen hade då över en miljard (1 064 000 000) videoklippsvisningar.

### MSNBC
Efter att först varit med vid enstaka tillfällen hos MSNBC under 2010 och tidigt 2011 fick han sitt eget program på kanalen. Anställningen på MSNBC kom att till viss del förhindra hans deltagande i sitt eget medium The Young Turks då hans program på MSNBC spelades in i New York och The Young Turks spelas in i Los Angeles. I juni 2011 gick hans kontrakt ut, han valde då att inte förlänga det eftersom han erbjöds en mer tillbakadragen roll. Enligt Uygur var en av anledningarna att ledningen påpekat att politiker i Washington DC inte gillade hans ton.

### Current TV
Hösten 2011 skrev han på för Current TV där han leder ett vardagligt program baserat på politik. Dessutom flyttar han hela organisationen från The Young Turks med sig till den studio där programmet på Current kommer filmas.

### The Huffington Post
Cenk Uygur är en aktiv kolumnist/bloggare för The Huffington Post.